# Broteas
Broteas – zasłynął jako rzeźbiarz najstarszego wizerunku Matki Bogów. Dzieło to  dotąd stoi na skale kodynijskiej, usytuowane na północ od góry Sipylos. Co do tego, kto był jego matką, istnieje kilka równorzędnych hipotez. Była nią Euryanassa, córka boga rzecznego Paktolosa, bądź Eurytemista, córka boga rzecznego Ksanrosa, bądź Klytia, córka Amfidamasa. Przyjęło się za nią również uważać Plejadę Dione. Ojcem jego był Tantal.
Broteas nie odznaczał się ujmującym wyglądem, przedstawiany był pod postacią brzydkiego myśliwego. Za swój niegodny czyn, nie chciał oddać należnej czci bogini Artemidzie m.in. uznawanej za opiekunkę dzikich zwierząt i jako taka zwanej: Despojna lub Potnia Theron (władczyni zwierząt), został ukarany obłędem. „Wołając, że żaden płomień nie może go spalić, rzucił się na płonący stos pogrzebowy i zginął w płomieniach”. Mitu o jego śmierci istnieje inna wersja. Według niej, Broteas popełnił samobójstwo nie mogąc ścierpieć powszechnej nienawiści skierowanej przeciwko niemu, przyczyną której była jego szpetota. Pozostawił po sobie spadkobiercę syna, który po swym dziadku otrzymał imię Tantala.(Pauzaniasz,III.22.4; Apollodoros, Epitome, II.2;Owidiusz,Ibis,517 i Scholia.